# Washington Slagbaai National Park
Het Washington Slagbaai National Park is een nationaal park op Bonaire in Caribisch Nederland. 
Het is een samenvoeging van de parken Washington en Slagbaai en beslaat 5643 hectare. Daarmee is het het grootste Nationaal Park van Caribisch Nederland. Het park ligt in het noordwesten van Bonaire. Het gebied bestaat uit zandduinen, strand, mangrove, saliña (zoutmeren en -inhammen van dood koraal) en bos. De saliñas Slagbaai en Goto zijn ook op de Conventie van Ramsar in 1971 als internationaal beschermd gebied aangewezen. De rotsformatie loopt door in zee. Het beheer is in handen van de Stichting Nationale Parken Bonaire (STINAPA) die ook het Bonaire National Marine Park beheert. De hoogste berg van het eiland, de Brandaris met een hoogte van 241 meter, ligt midden in het park.
Het park Washington werd op 7 december 1968 het eerste nationale park in de Nederlandse Antillen en besloeg het gebied van een voormalige plantage met deze naam. Deze was sinds 1947 eigendom van Julio C. van der Ree (bekend als Boy Herrera) Ook het gebied van de kleinere plantage Brazil werd aangekocht door de overheid. In 1979 werd het gebied van de voormalige plantage Slagbaai, inclusief het Gotomeer, aangekocht wat de verbinding vormt tussen Washington en Brasiel. De naam Slagbaai stamt af van 'slachtbaai', de baai van waaruit geslachte geiten werden geëxporteerd. In 1982 werden de parken Washington en Slagbaai samengevoegd tot het Washington Slagbaai National Park. In de 18e eeuw was heel dit gebied plantage in particuliere handen en heette plantage Amerika.

## Galerij

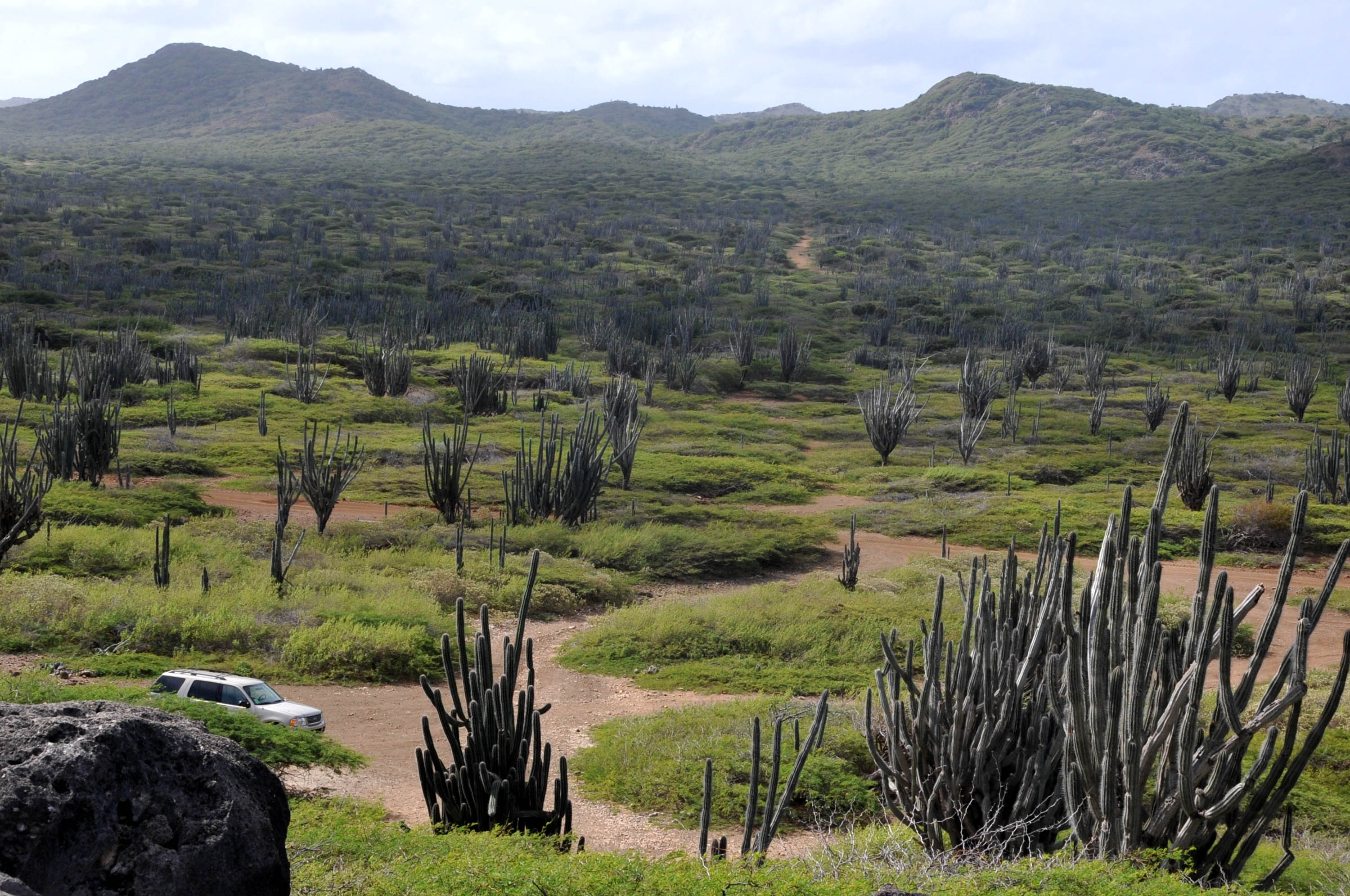
Overzicht van het park
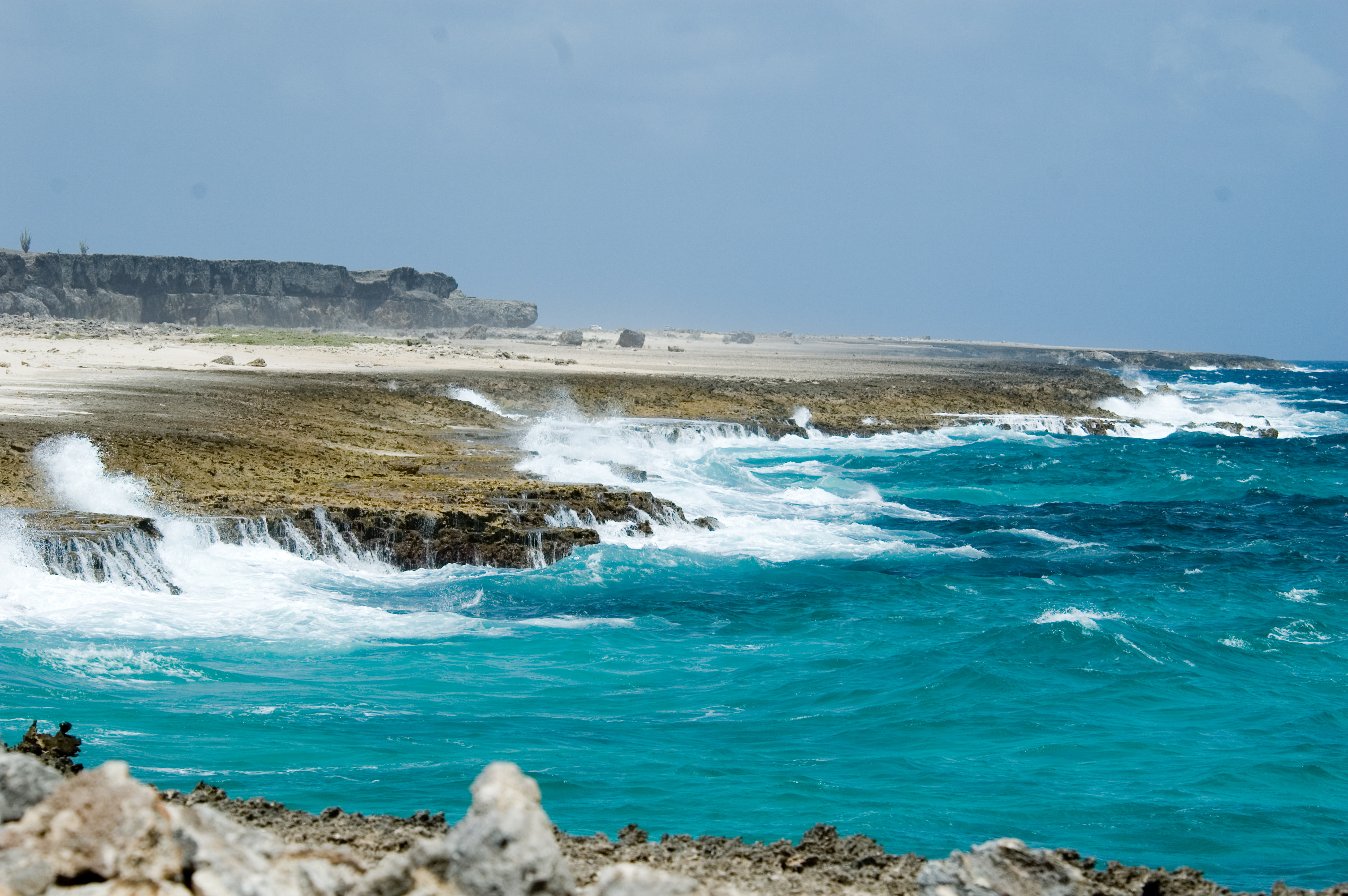
Kust in het park
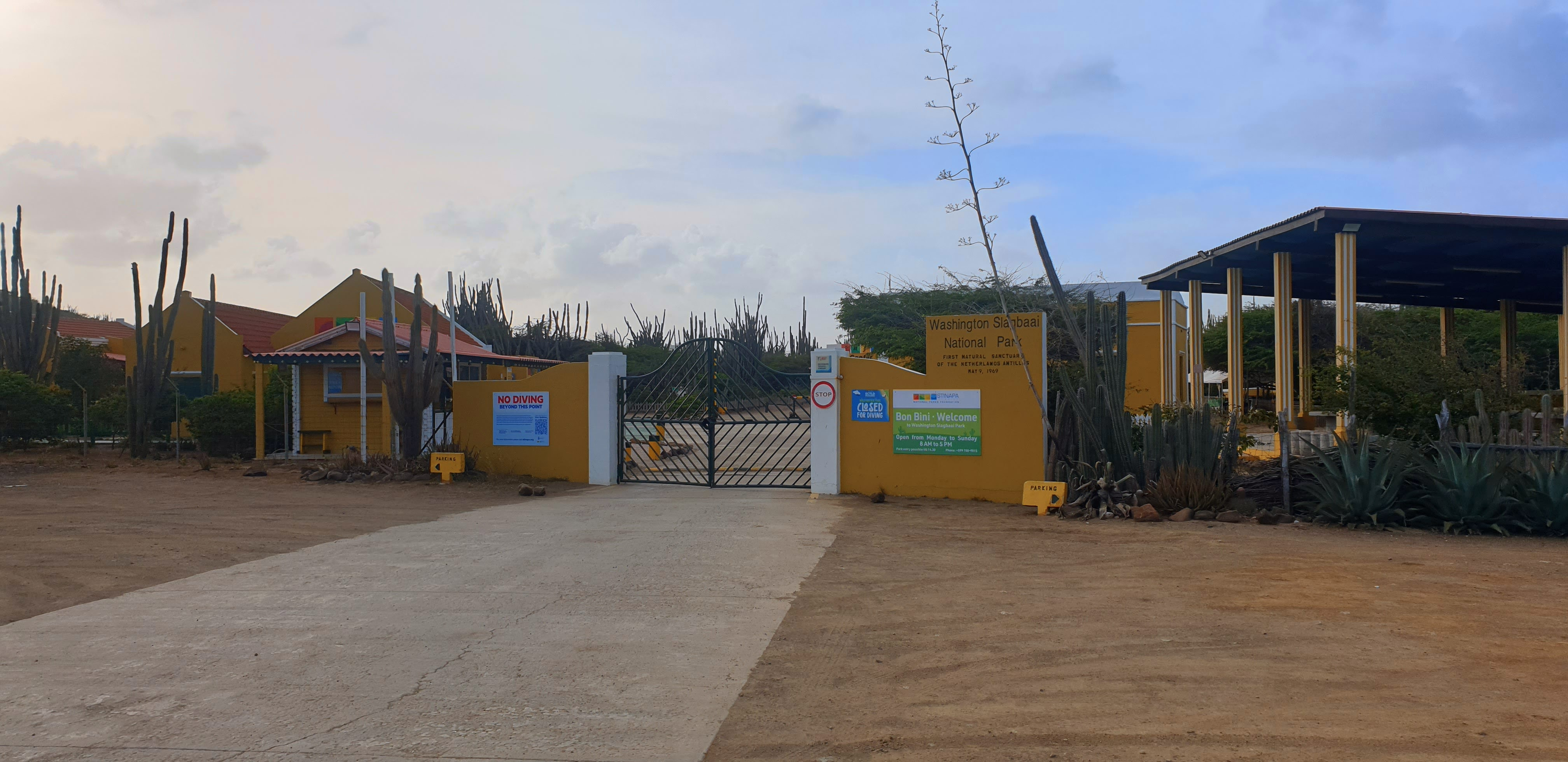
Washington Slagbaai Ingang
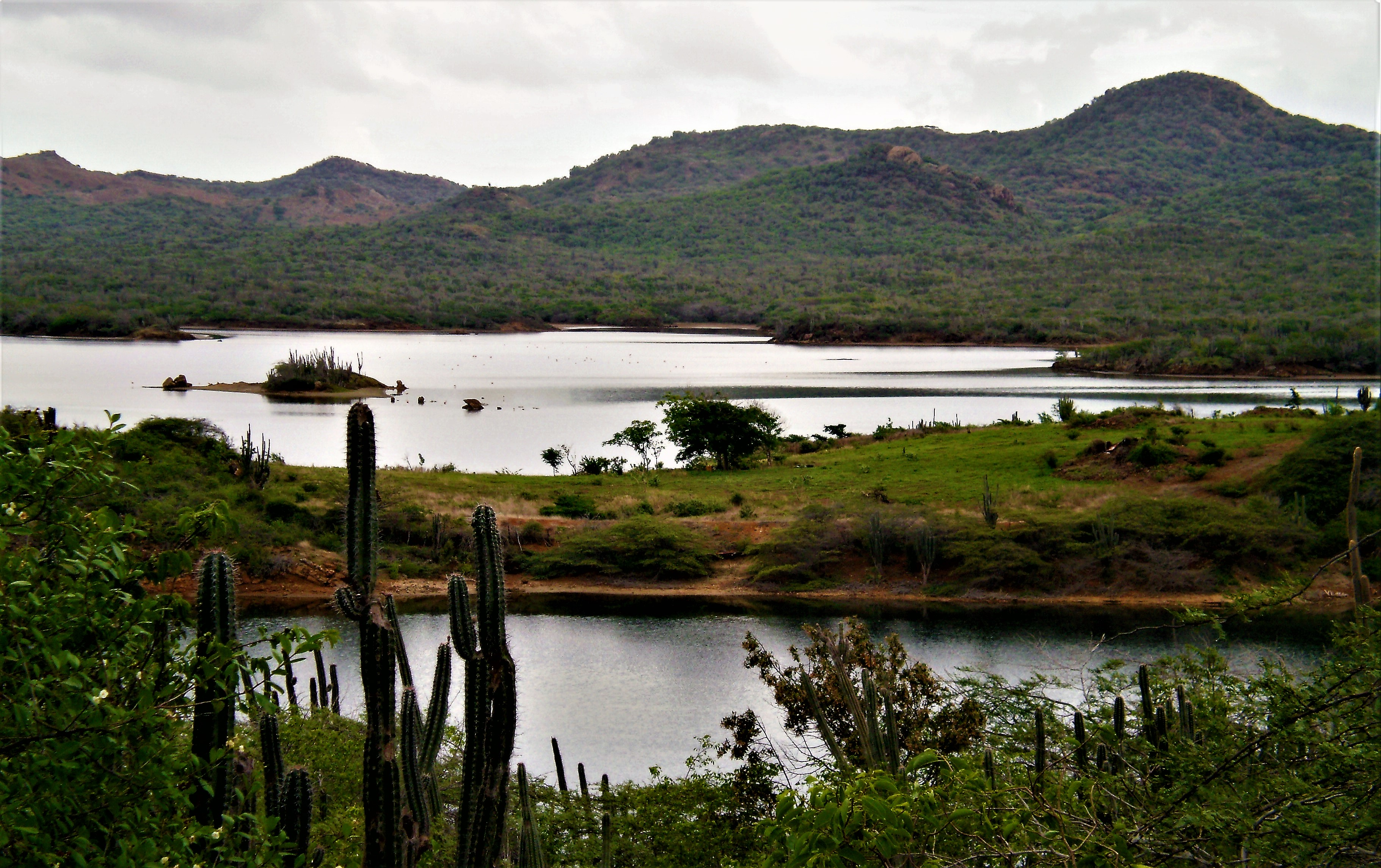
Lago de Goto